# Auguste Tolbecque
Auguste Tolbecque (30 maart 1830 – 8 maart 1919) was een Franse componist, cellist en instrumentenbouwer.

## Geschiedenis
Auguste Tolbecque werd geboren in een muzikale familie: zijn vader was de violist Auguste-Joseph Tolbecque, een neef was dirigent aan
het hof in de tijd van koning Louis-Philippe.
Na de middelbare school studeerde hij vanaf 1845 (15 jaar) cello bij Olive-Charlier Vaslin en harmonieleer bij Napoléon Henri Reber aan het Parijse Conservatorium (premier prix, 1849). Op 26-jarige leeftijd (3 oktober 1856) trouwde hij met pianolerares Laure-Justine-Éléonore Morisset (26 september 1833 - ?) in Niort, met wie hij drie kinderen kreeg, zoon Jean (overleed toen hij 33 was) en twee dochters, Hélène en Anna-Caroline. Het gezin woonde aanvankelijk in Niort.
Naast cello speelde Tolbecque piano, orgel en viool en gaat naar Parijs om het vak van vioolbouwer te leren. Hij speelde in het orkest van het Grand Théâtre (Opera de Marseille), vervolgens werd hij celloleraar aan het conservatorium van Marseille (1865-1871). In deze periode raakte hij geïnteresseerd in Oude Muziek, met name in de renaissancestijl.
Hij keerde terug naar Parijs in 1871 en leerde oude instrumenten te restaureren en te maken, hij kreeg les van vioolbouwer Claude Victor Rambaux (1806-1871). Ook speelde hij met het Orchestre de la Société des Concerts du Conservatoire, het Lamoureux Quartet en het Maurin Quartet (Jean-Pierre Maurin, 1822 - 1894).
In 1875 kocht hij een oud fort uit de 12e eeuw Fort-Foucault op een eilandje tegenover de Donjon de Niort. Het gezin keerde terug naar Niort waar hij zich vestigde als restaurateur van oude instrumenten en het vervaardigen van oude instrumenten aan de hand van gravures en boekverluchtigingen.

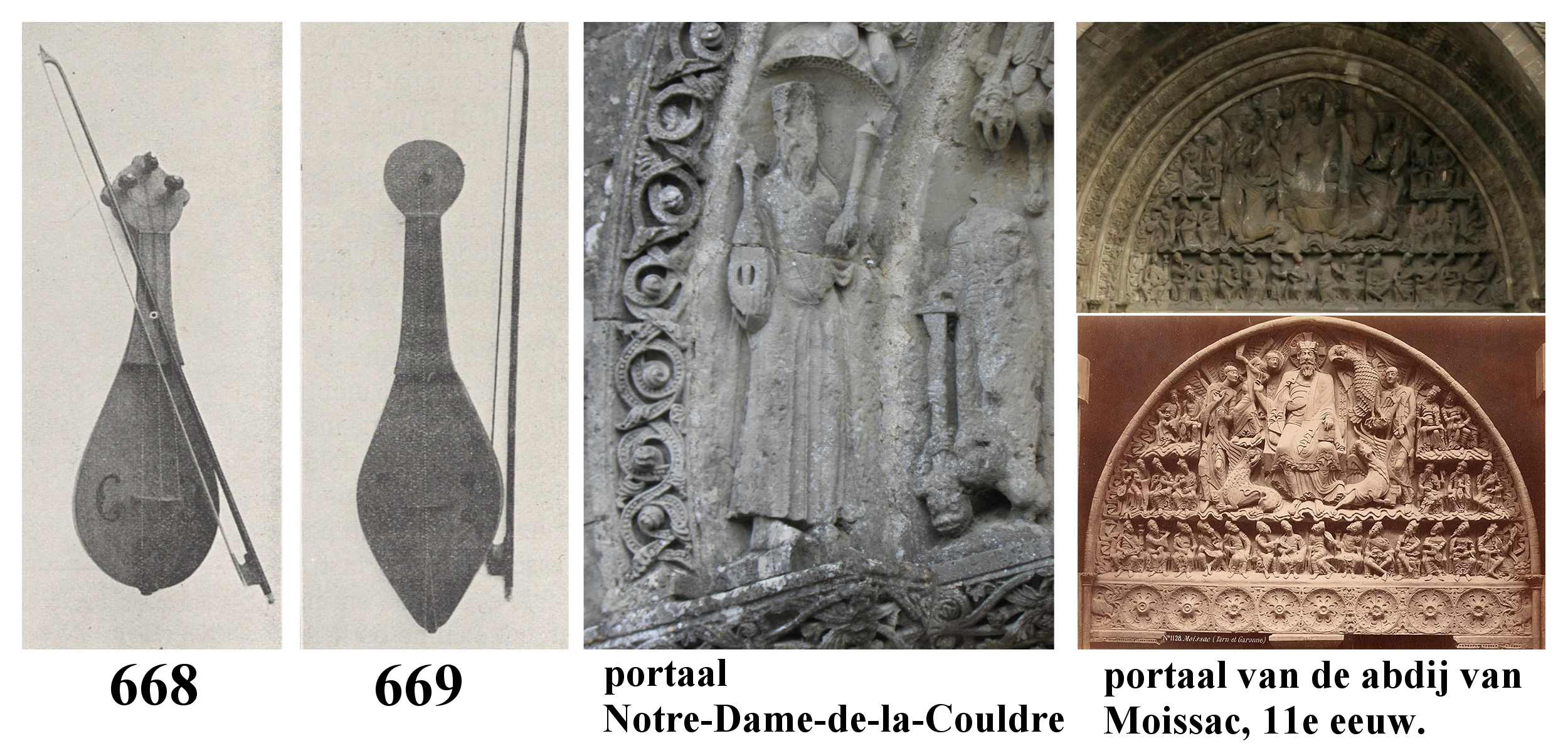
Viool en Rebec reconstructie van Tolbecque, afgebeeld en beschreven in L’Art du luthier en geveild in 1922. 668 Rebec, 3-snarig, ronde vorm, met zijn strijkstokg. Exacte reproductie van het portaal van de Abdij Saint-Pierre van Moissac, 11e eeuw. 669 Eénsnarige viool met zijn strijkstok, Exacte reproductie genomen van het portaal van de Abdij Saint-Pierre van Moissac, 11e eeuw.

Naast zijn vioolbouw-atelier begon hij kunstwerken en instrumenten te verzamelen
Tolbecque kocht in 1876 het componium (maker Dietrich Nikolaus Winkel) van de orgelbouwer Cavaillé-Coll. Hij slaagde erin het instrument te restaureren en gunde het aan het MIM, waar het een onderdeel werd van de vaste collectie.
In 1878 nam hij deel aan de Wereldtentoonstelling van Parijs met aantal reconstructies van oude instrumenten, de meeste daarvan verkocht hij net als het componium aan het MIM in Brussel. Van 1880 tot 1888 was hij dirigent van de  Société philharmonique de Niort.
In 1896 won hij de Grand Prix op de L'Exposition Du Theatre Et de la Musique in Parijs, hij toonde daar 33 gereconstrueerde oude instrumenten,
deze werden aangekocht door de verzamelaar Ch. Petit de Blois en werd later opgenomen in de collecties van Musée de la musique te Parijs.
Hij schreef o.a. een persoonlijk register van "Souvenirs d’un musicien en province" en in 1903 werd L’Art du luthier, een uitgebreid standaardwerk voor de vioolbouwer, gepubliceerd.
Op 8 maart 1919 overleed Auguste Tolbecque, levend als kluizenaar, in zijn huis in Niort,
In 1922 werden het huis en de verzamelingen gedurende een vijf dagen durende veiling verkocht, een deel van zijn instrumenten bleven in de familie. De catalogus van 48 pagina's uit 1922 omvatte o.a. meubels waaronder een groot salonorgel, aardewerk, schilderijen, bronzen, kunstobjecten, muziekinstrumenten en 280 muziek boeken en bladmuziek.

## Afbeeldingen

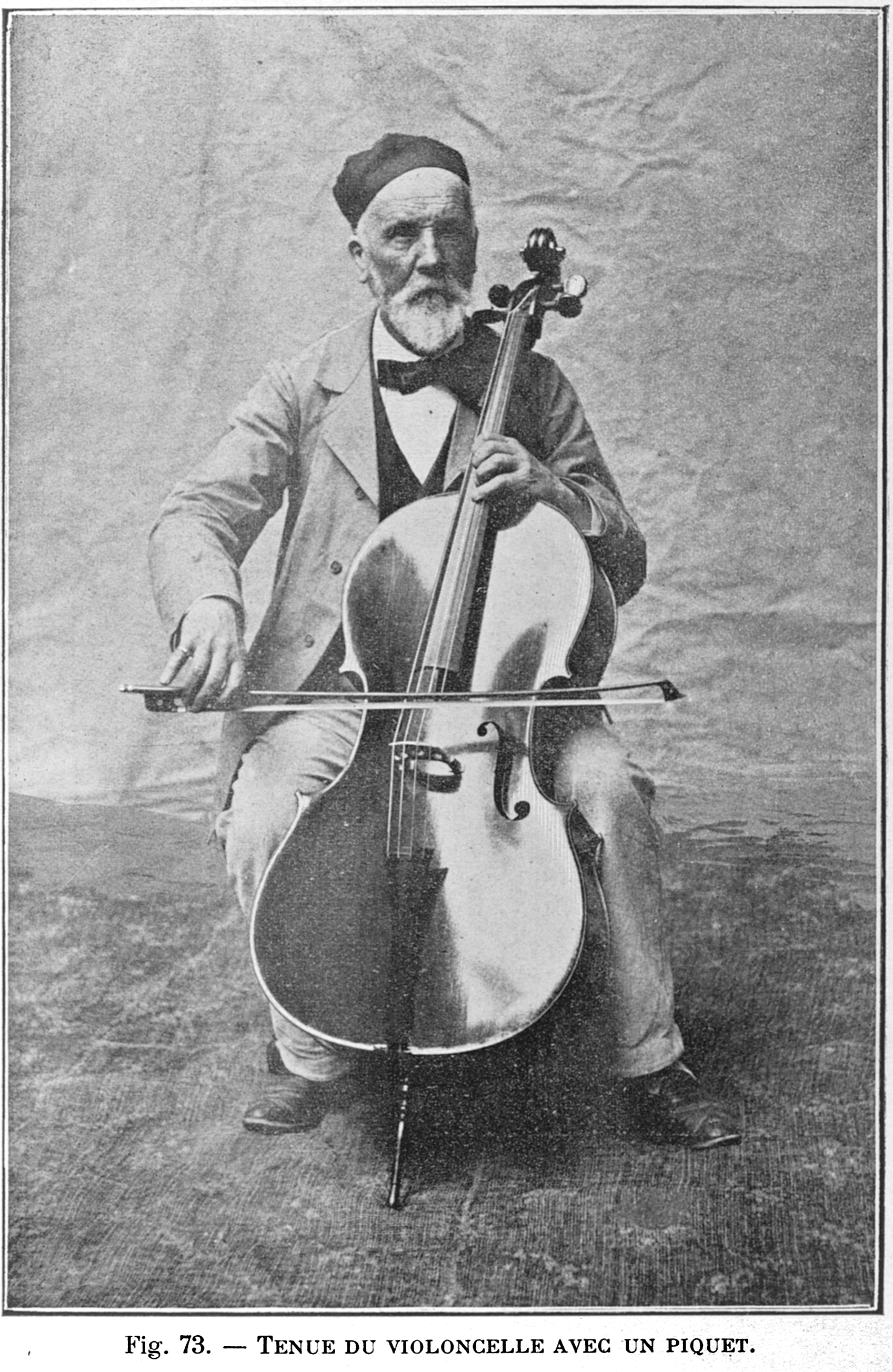
Tenue du violoncelle
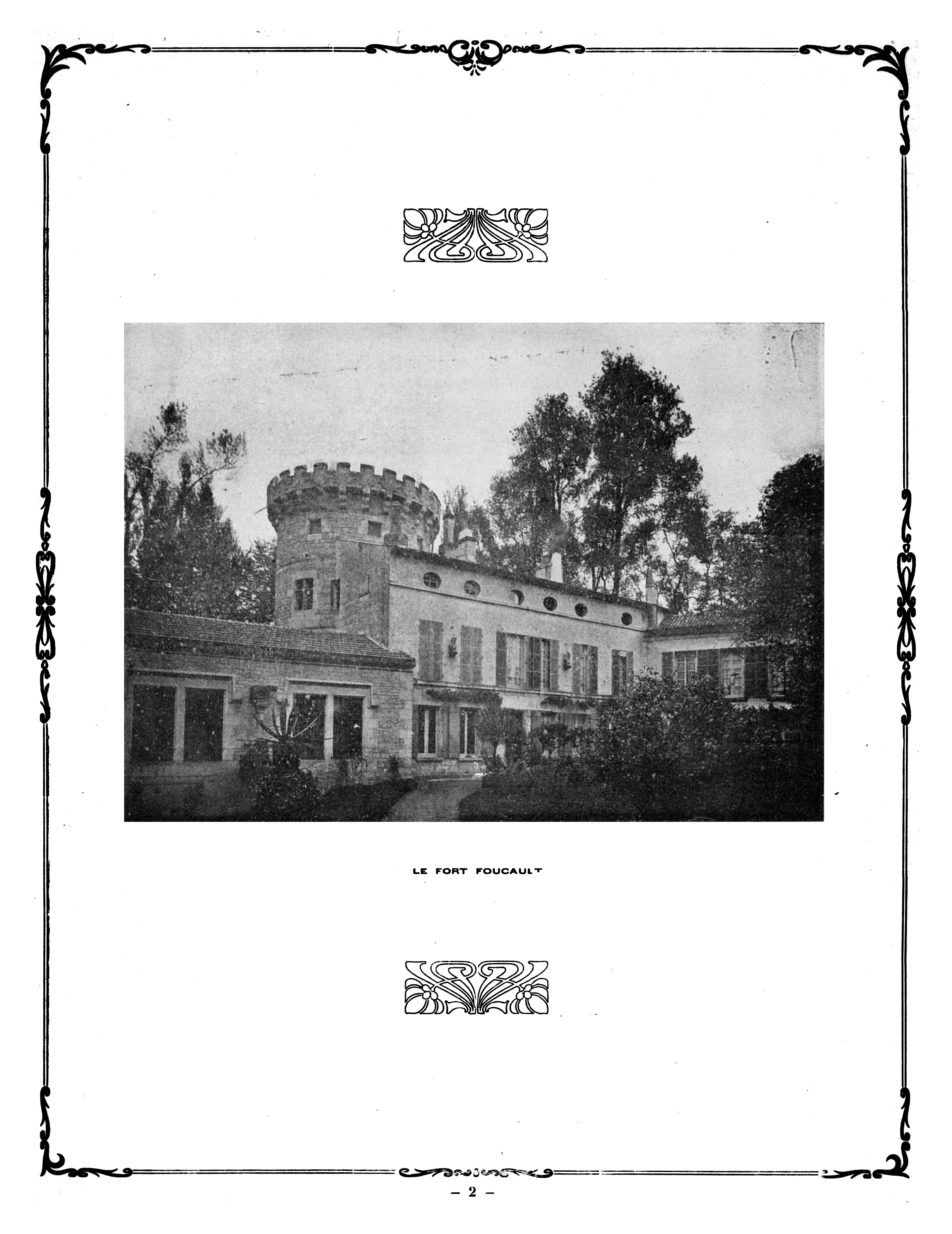
Fort Foucault
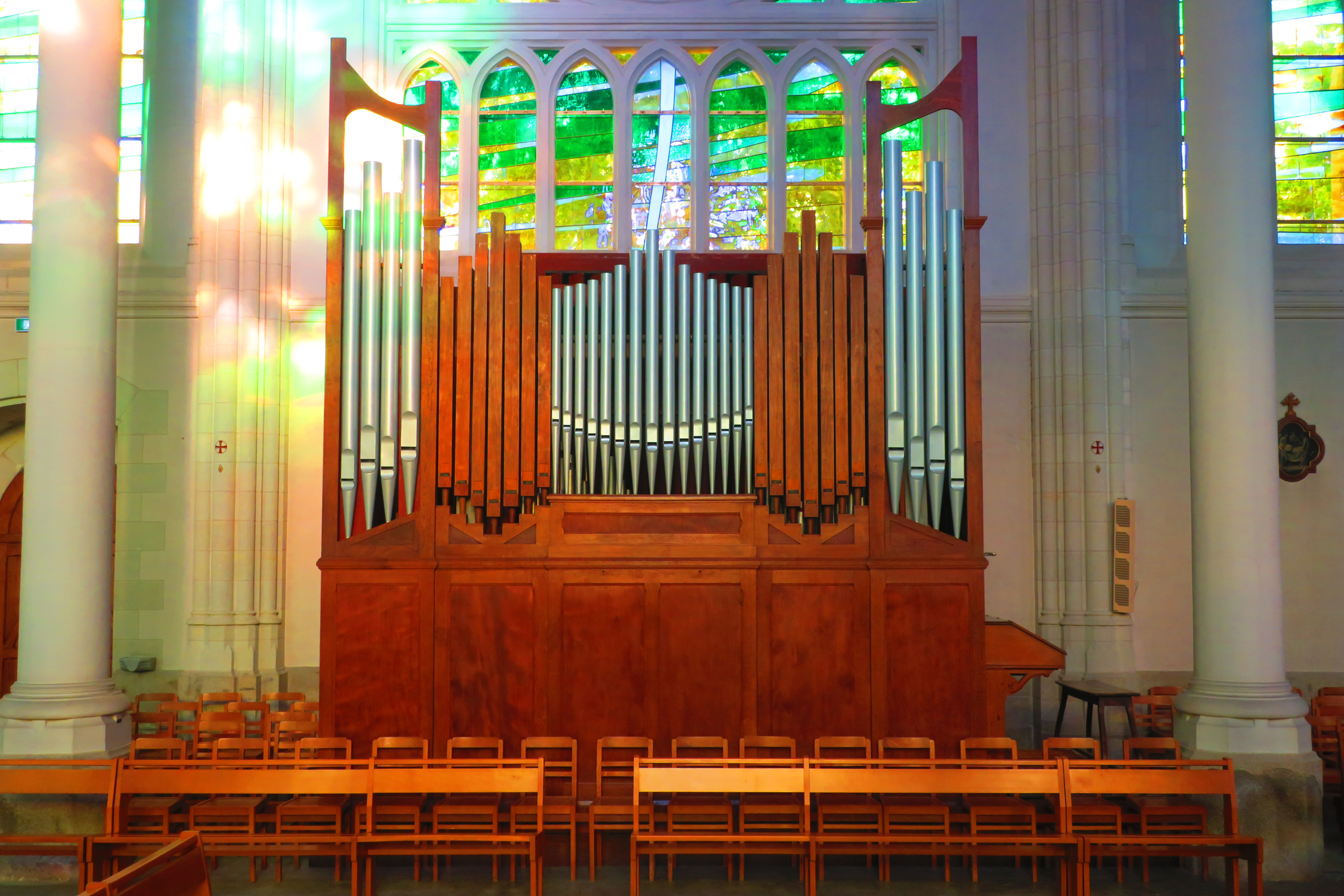
Kerkorgel
- Catalogus veiling 1922

## Oeuvre
Muziekwerken
- Souvenirs de Paris. Fantaisie brillante pour violoncelle avec accompagnement de piano, Op. 3, (1863)
- Sérénade et saltarelle pour violoncelle et piano, (1865)
- 1er Concerto pour violoncelle avec accompagnement d'orchestre ou de piano, par Camille Saint-Saëns, op. 33 (1873)
- Gymnastique du violoncelliste contenant cent exercices... Suivis de 10 grandes études, (1875)
- Après la valse, opérette en 1 acte par Henri Clouzot, (1895)
- Gymnastique du violoncelliste en 3 livres, 1906
- Deux pièces pour violoncelle solo sans accompagnement, (1910)
- Fantaisie-Pastorale pour violoncelle avec accompagnement de piano
- Romance et Polonaise pour violoncelle et piano
- Sonates pour deux violoncelles, ou violon et basse chiffrée , partie de violoncelle seule
- Barcarolle et Musette, 2 pièces pour violoncelle.
- Sérénade et Saltarelli, 2 pièces pour violoncelle.
- Prière, pour violoncelle avec accompagnement de piano .
- Andante et Rondo, pour violoncelle avec accompagnement de piano.
- Premier Concerto, pour violoncelle avec accompagnement de piano.
- Air russe et danse cosaque, pour violoncelle seul.
- Les Vagues, pour violoncelle seul.
- Marche des Mousquetaires, pour violoncelle seul.

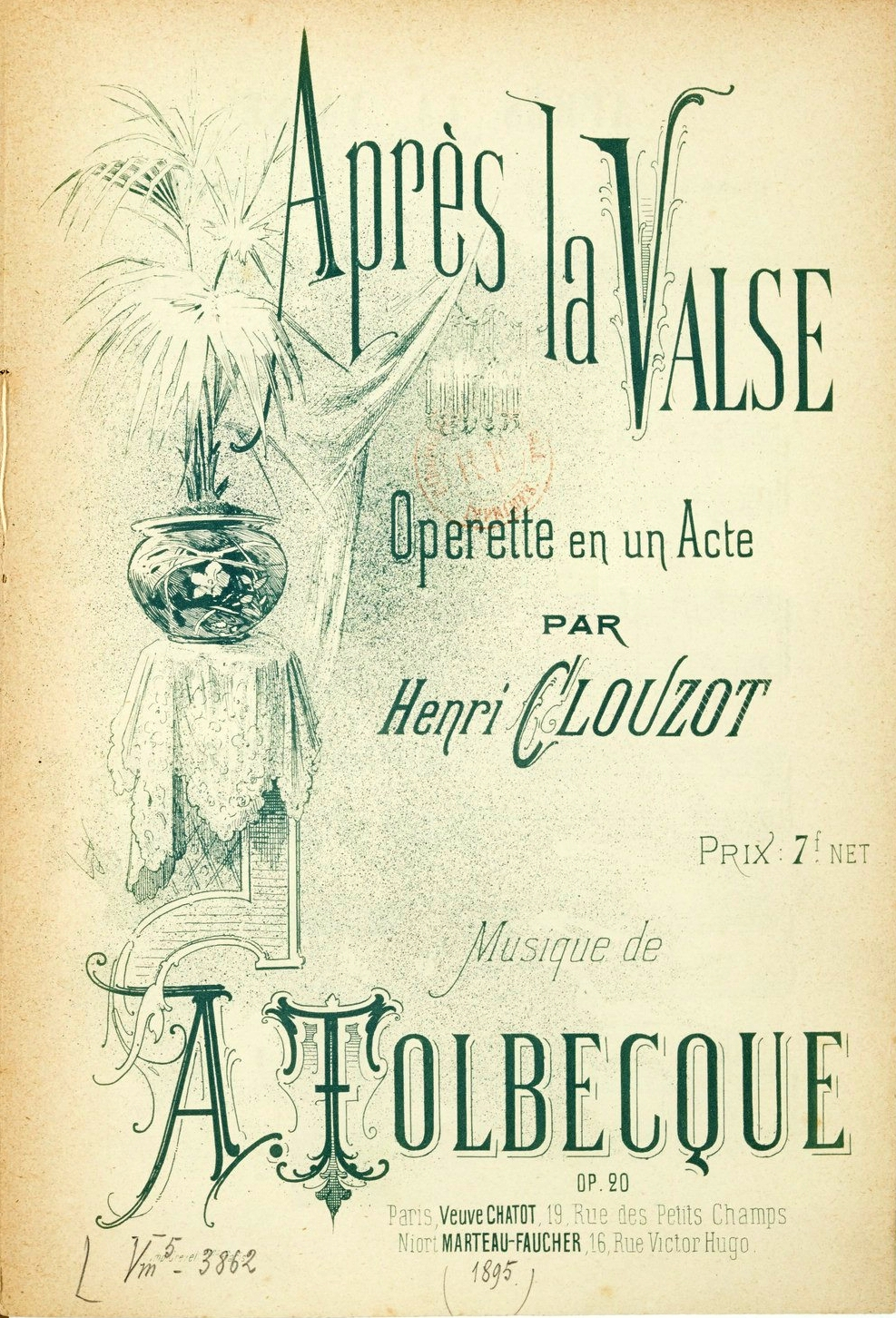
Après la valse
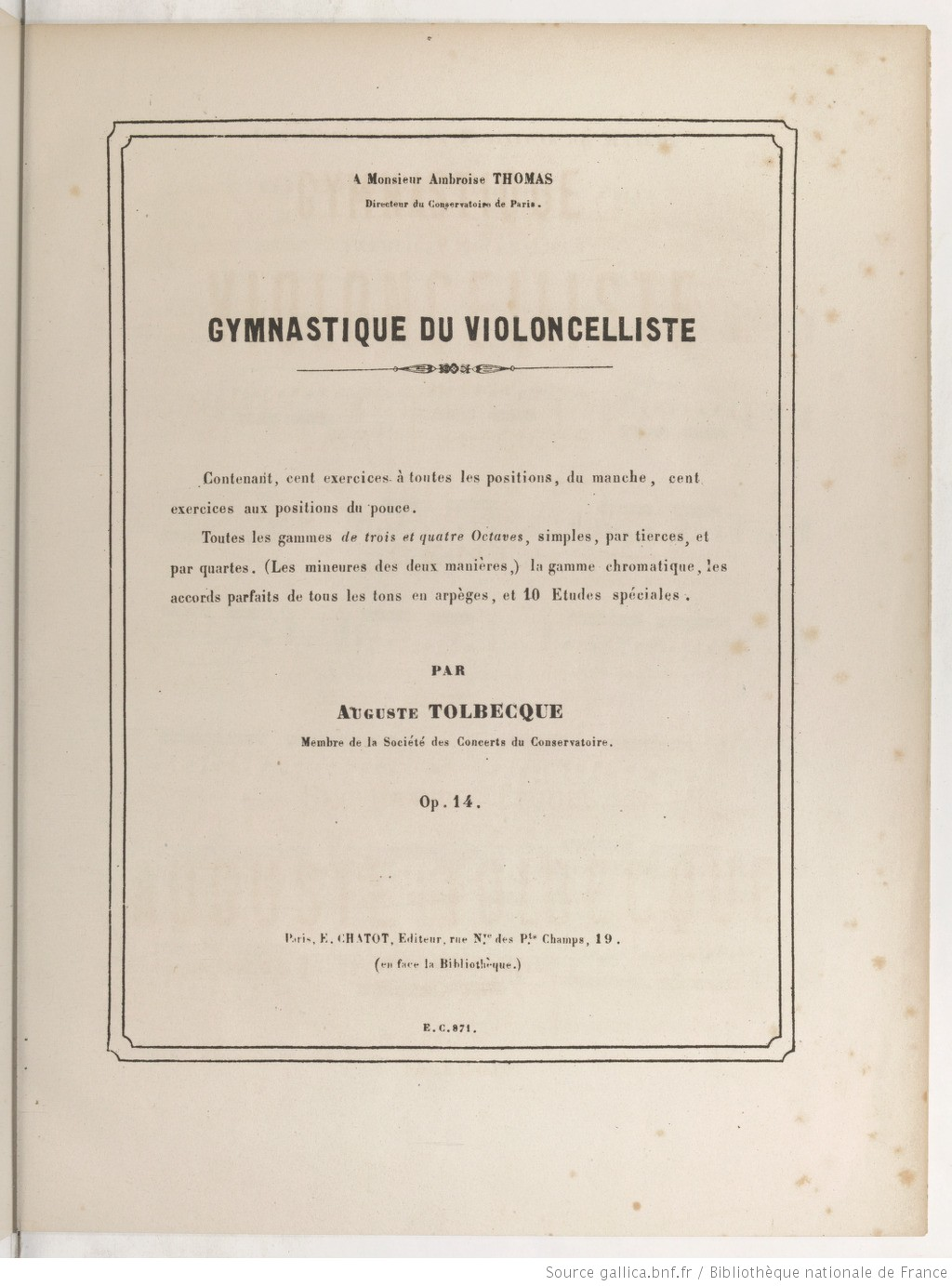
Gymnastique du violoncelliste
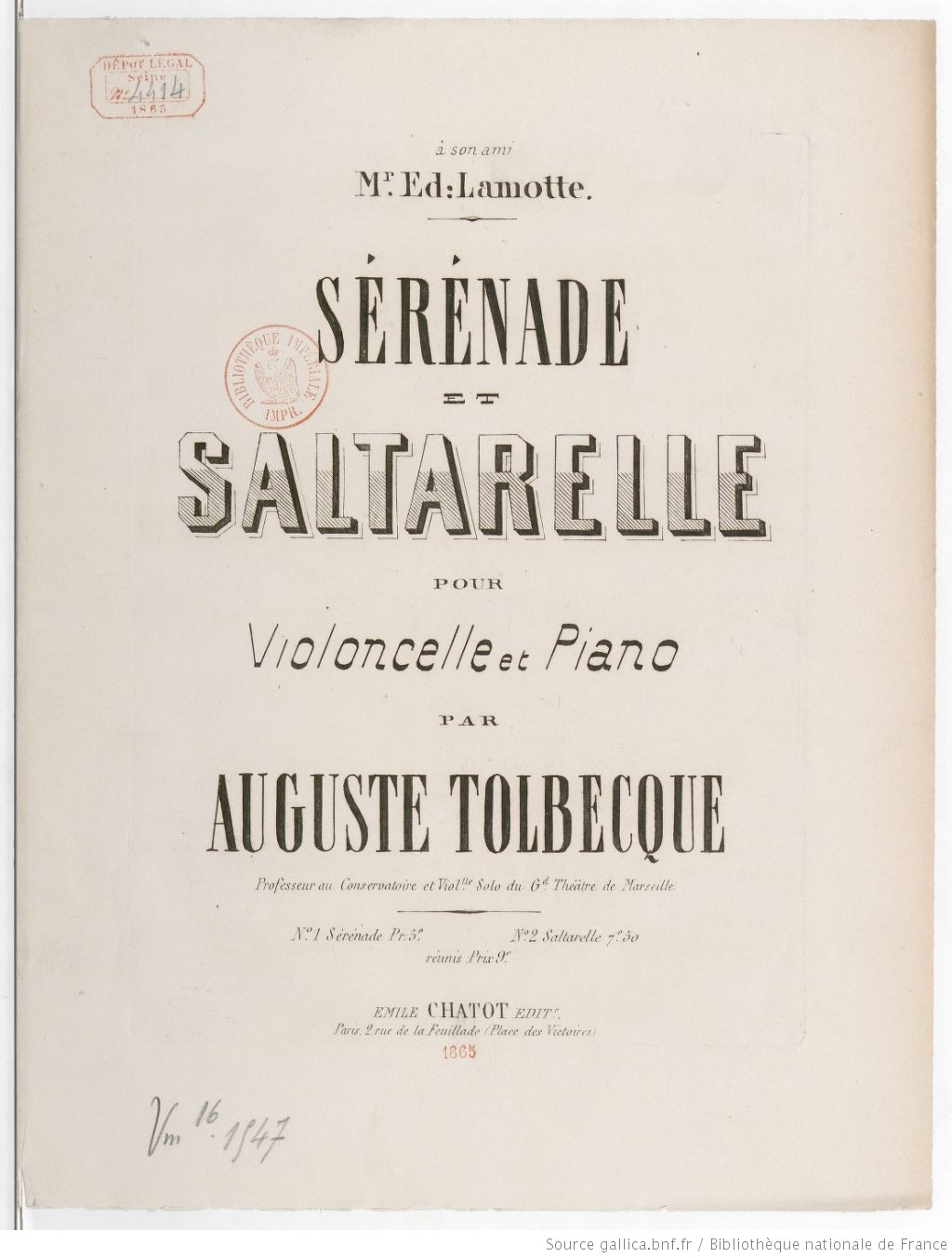
Sérénade et saltarelle pour violoncelle
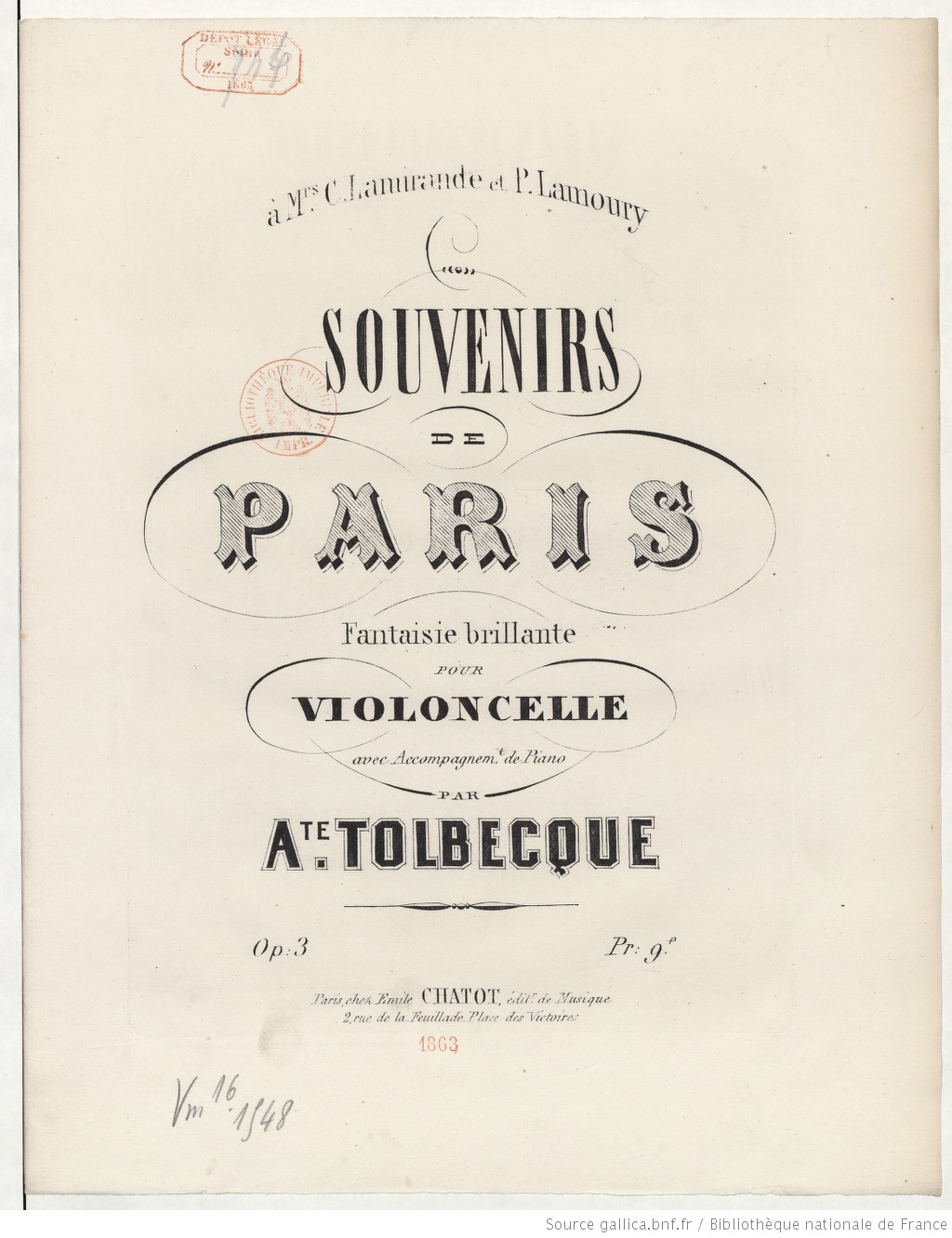
Souvenirs de Paris Fantaisie brillante

Boeken
- Souvenirs d’un musicien en province
- Quelques Considérations sur la Lutherie (1890).
- Notice historique sur les instruments à cordes et à archets, 1898.
- L’Art du luthier